# Independent Wrestling Association Mid-South
Independent Wrestling Association Mid-South (também conhecida como IWA Mid-South, IWA-MS, e IWA Mid South Wrestling) é uma promoção independente de wrestling profissional estadunidense que tem sua sede em Louisville, Kentucky.

## Atuais Campeões
| Campeonato:                                  | Atual Campeão (ões):          | Ex-Campeão:                   | Data:                 | Local:               |
| -------------------------------------------- | ----------------------------- | ----------------------------- | --------------------- | -------------------- |
| IWA Mid-South Heavyweight Championship       | Dingo                         | Chuck Taylor                  | 20 de Junho de 2008   | Sellersburg, Indiana |
| IWA Mid-South Light Heavyweight Championship | Quick Carter Gray             | Dingo                         | 17 de janeiro de 2008 | Sellersburg, Indiana |
| IWA Mid-South Tag Team Championship          | Up in Smoke (Cheech e Cloudy) | Mickie Knuckles e Devon Moore | 3 de Maio de 2008     | Joliet, Illinois     |
| IWA Mid-South Deathmatch Championship        | Devon Moore                   | Corporal Robinson             | 21 de Junho de 2008   | Sellersburg, Indiana |
| IWA Mid-South Women's Championship           | Daizee Haze                   | Mickie Knuckles               | 2 de Maio de 2008     | Joliet, Illinois     |
| IWA Mid-South King of the Deathmatch         | Devon Moore                   | Danny Havoc                   | 21 de Junho de 2008   | Sellersburg, Indiana |

## Lutadores
| - Mickie Knuckles - Josh Raymond - JC Bailey - Necro Butcher - Mad Man Pondo - Tracy Smothers - Brain Damage - Jeff Brooks - Claudio Castagnoli - Daizee Haze - Darin Childs - Delirious - Deranged | - Dysfunction - Jim Fannin - Jason Hades - Chris Hero - Jigsaw - Joker - Low-Ki - Mike Quackenbush - Ricky Reyes - Davey Richards - Ricochet | - Corporal Robinson - BJ Whitmer - Sara Del Rey - Nate Webb - Jimmy Jacobs - Ian Rotten - Ruckus - "HYPE" Jimmy Shalwin - Kevin Steen - Roderick Strong - Larry Sweeney - Dingo - Toby Klein | - Tank - Chuck Taylor - Brandon Thomaselli - Sal Thomaselli - Vito Thomaselli - Troy Walters - Drake Younger - Trevor Murdoch - Lance Cade - Yellow Dog |

## Lutadores inativos
| - Flash Flanagan - Silas Young - Shane Storm - Chuck E. Smooth - Omega - Jake O'Neal - Eric Priest | - Dinn T. Moore - M-Dogg 20 - Benjamin Sailer - El Generico - Hallowicked - Hardcore Craig - Jason Dukes | - "The Human Rulebook" Chandler McClure - Blue Meanie - Eddie Kingston - Trik Davis - Gran Akuma |

## Alumni
- 2 Cold Scorpio
- 2 Tuff Tony
- American Kickboxer
- "Kamikaze" Ken Anderson
- Colt Cabana
- Arik Cannon
- Daffney
- Darin Corbin
- Steve Corino
- Ryan Cruz
- Jaime D
- Christopher Daniels
- Tower of Doom
- Cash Flo (Retornou em 22 de julho no Gory Days 3 em Sellersburg, IN)
- Eddie Guerrero
- Billy Gunn
- Matt Hardy
- Uncle Honky (Retornou em 22 de julho no Gory Days 3 em Sellersburg, IN)
- Hy-Zaya (Retornou em 22 de julho no Gory Days 3 em Sellersburg, IN)
- B.G. James
- Nigel McGuinness
- Rey Mysterio, Jr.
- CM Punk
- Reckless Youth
- Chris Sabin
- Sabu
- Samoa Joe
- Tracy Smothers (Retornou em 22 de julho no Gory Days 3 em Sellersburg, Indiana)
- Ace Steel
- FP Reynolds
- A.J. Styles
- Matt Sydal
- Tank
- Tarek the Great (Retornou em 5 de agosto no Hardcore Hell & Back em Sellersburg, Indiana)
- Petey Williams
- Honky Tonk Man